# Скотт (Арканзас)
Скотт (англ. Scott) — переписна місцевість (CDP) в США, в округах Пуласкі і Лоноук штату Арканзас. Населення — 97 осіб (2020).

## Географія
Скотт розташований за координатами 34°41′52″ пн. ш. 92°5′38″ зх. д. / 34.69778° пн. ш. 92.09389° зх. д. (34.697643, -92.093960).  За даними Бюро перепису населення США в 2010 році переписна місцевість мала площу 8,62 км², з яких 8,24 км² — суходіл та 0,38 км² — водойми.

## Демографія
Згідно з переписом 2010 року, у переписній місцевості мешкали 72 особи в 27 домогосподарствах у складі 21 родини. Густота населення становила 8 осіб/км².  Було 34 помешкання (4/км²). 
Расовий склад населення:
| - 51,4 % — білих - 41,7 % — чорних або афроамериканців - 5,6 % — осіб інших рас |

До двох чи більше рас належало 1,4 %. Іспаномовні складали 6,9 % від усіх жителів.
За віковим діапазоном населення розподілялося таким чином: 20,8 % — особи молодші 18 років, 57,0 % — особи у віці 18—64 років, 22,2 % — особи у віці 65 років та старші. Медіана віку мешканця становила 42,0 року. На 100 осіб жіночої статі у переписній місцевості припадало 89,5 чоловіків;  на 100 жінок у віці від 18 років та старших — 90,0 чоловіків також старших 18 років.
Цивільне працевлаштоване населення становило 23 особи. Основні галузі зайнятості: науковці, спеціалісти, менеджери — 52,2 %, публічна адміністрація — 47,8 %.